# Giordano Maioli
Giordano Maioli (Piacenza, 29 settembre 1943) è un ex tennista e dirigente d'azienda italiano.

## Biografia

### Carriera
Dopo essere stato campione italiano juniores per due anni consecutivi (1960 e 1961), nel 1966 ha vinto, sovvertendo ogni pronostico, i campionati italiani assoluti, sconfiggendo in tre set Nicola Pietrangeli per 6-3, 6-4, 6-0. Ha conteso il titolo a Pietrangeli anche l'anno successivo, cedendo solo al quinto set, per 6-1, 0-6, 2-6, 6-1, 6-2.
È stato anche quattro volte campione italiano di doppio: tre volte in coppia con Sergio Tacchini (1966, 1970 e 1971) e una volta con Gianni Ocleppo (1976). Ha vinto il titolo, due volte, anche nel doppio misto, in coppia con Lea Pericoli (1971 e 1972). Nel 1972 diventa campione italiano indoor in doppio assieme a Pietro Marzano.
In carriera ha conquistato sei medaglie alle Universiadi, in tre diverse edizioni (1963, 1965, 1967). Ha inoltre vinto la medaglia di bronzo, nel doppio, ai Giochi del Mediterraneo del 1967, a Tunisi, in coppia con Vittorio Crotta.
Nell'edizione del 1963 degli Internazionali d'Italia ha raggiunto i quarti di finale. Nel 1964 ha vinto il torneo Knokke Le Zoute battendo il belga Drossart per 6-4, 6-1. Nel 1966 ha vinto il Torneo di Viareggio, battendo il brasiliano José Edison Mandarino per 6-3, 6-4, 6-3, dopo aver eliminato Martin Mulligan e Beppe Merlo. Nello stesso anno ha vinto anche il Torneo di Senigallia.
Nei tornei del Grande Slam non è mai andato oltre al terzo turno, al Torneo di Wimbledon (1966) e al secondo turno, al Roland Garros (1966 e 1967).
Ha giocato 19 volte in Coppa Davis, esordendo vittoriosamente nel 1964 contro l'Egitto, schierato a risultato acquisito. Nel prosieguo del torneo gioca due volte in doppio con Nicola Pietrangeli, vincendo contro la Rhodesia e perdendo contro gli svedesi Jan-Erik Lundquist e Ulf Schmidt. Nel 1965 è titolare al primo turno, contro il Portogallo e vince tutti e tre gli incontri. Al secondo turno è schierato solo in doppio, con Pietrangeli, perdendo contro i brasiliani Barnes e Mandarino. L'anno dopo è schierato vittoriosamente in doppio, al primo turno, in coppia con Gaetano Di Maso; torna a giocare in semifinale, sempre in doppio con Di Maso, ma perdendo in cinque set contro i sudafricani Diepraam-McMillan. Rientra titolare al primo turno del torneo del 1967, contro l'Austria, aggiudicandosi tutti e tre gli incontri, compreso il doppio, in coppia con Vittorio Crotta; identici risultati nei tre incontri dei quarti di finale, contro il Lussemburgo. Nella semifinale 1967, contro il Brasile, Maioli perde il primo incontro da Koch e in doppio, con Crotta; mentre l'ultimo ininfluente incontro, con Mandarino, è interrotto sul 5-5, al quinto set. 
A soli 28 anni ed ancora in attività, nel 1972 Maioli è nominato capitano non giocatore della Squadra italiana di Coppa Davis, ruolo da lui già rivestito nella vittoriosa Coppa del Re del 1971.  È esonerato pochi mesi dopo a seguito dell'eliminazione dell'Italia contro la Romania, dove peraltro non sedeva in panchina per una indisposizione. L'anno successivo, il suo successore Fausto Gardini lo richiama in campo dopo cinque anni di assenza dalla Davis. Fa le ultime apparizioni in doppio con Pietro Marzano, perdendo sia in semifinale di zona contro la Spagna che in finale, sempre di zona, contro la Cecoslovacchia.

### Vita extrasportiva
Dopo il ritiro ha svolto un ruolo di dirigente de L'Alpina Maglierie Sportive S.p.A., azienda che produce abbigliamento sportivo con il marchio Australian, sino a conseguire l'incarico di direttore generale. Ha inoltre collaborato con il Corriere della Sera per i servizi sul tennis.

## Palmarès
| Anno | Manifestazione          | Sede         | Evento          | Risultato | Note   |
| ---- | ----------------------- | ------------ | --------------- | --------- | ------ |
| 1963 | Universiadi             | Porto Alegre | Singolare       | Argento   |        |
| 1963 | Universiadi             | Porto Alegre | Doppio maschile | Bronzo    | [ 9 ]  |
| 1963 | Universiadi             | Porto Alegre | Doppio misto    | Oro       | [ 10 ] |
| 1965 | Universiadi             | Bucarest     | Doppio misto    | Bronzo    | [ 10 ] |
| 1967 | Giochi del Mediterraneo | Tunisi       | Doppio maschile | Bronzo    | [ 11 ] |
| 1967 | Universiadi             | Tokyo        | Doppio maschile | Bronzo    | [ 9 ]  |
| 1967 | Universiadi             | Tokyo        | Doppio misto    | Argento   | [ 12 ] |